# Asura trifasciata
Asura trifasciata är en fjärilsart som beskrevs av Walter Karl Johann Roepke 1946. Asura trifasciata ingår i släktet Asura och familjen björnspinnare. Inga underarter finns listade i Catalogue of Life.